# 酷刑

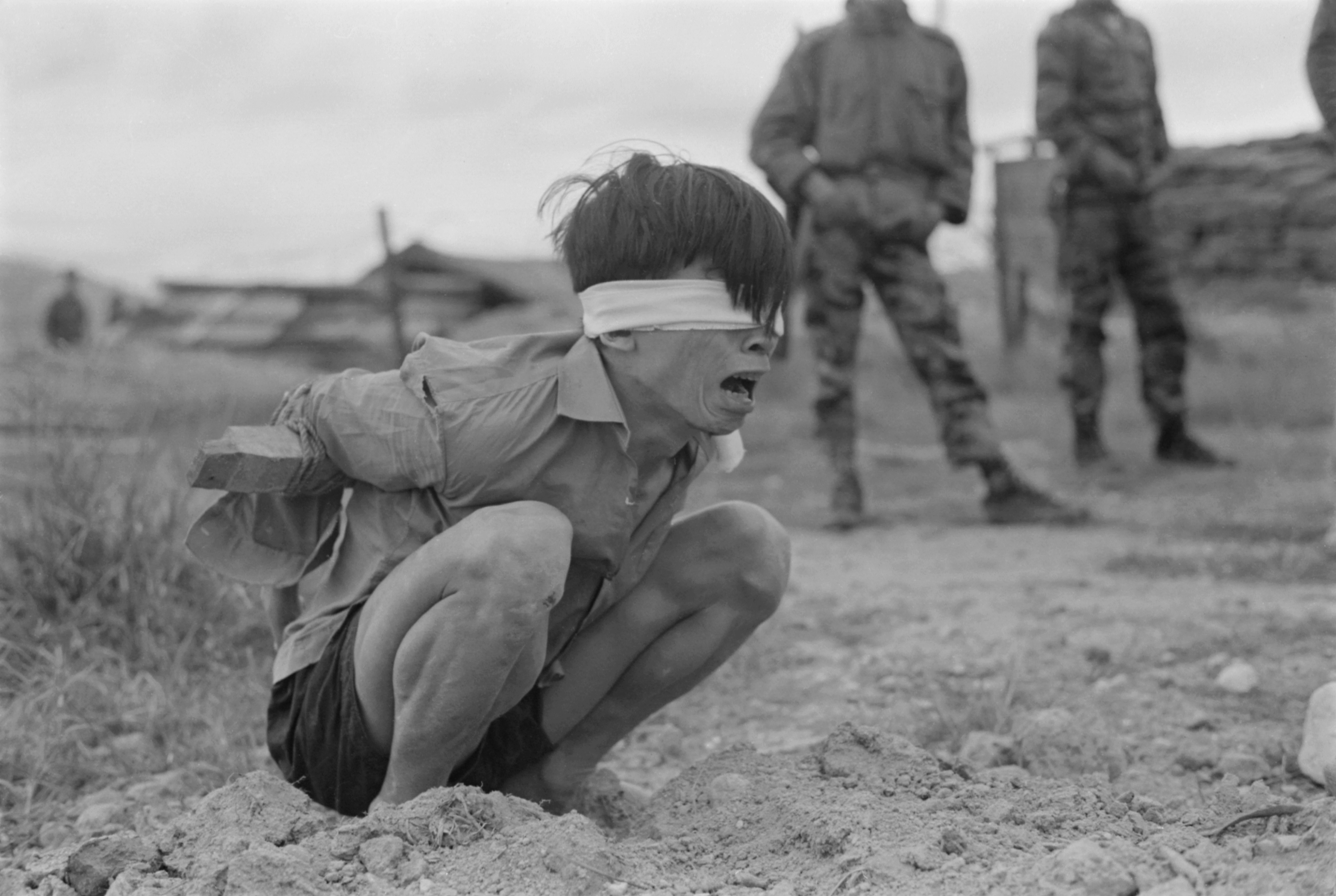
1967年越戰期間，越共士兵遭美軍俘獲後被蒙上眼睛並綁成壓力姿勢

酷刑是出於懲罰、逼供、審訊或恐嚇第三方等原因，故意對某人施加疼痛或痛苦。有些定義僅限於國家實施的行為，但也有囊括非國家組織的其他定義。
酷刑自古就有。西方國家於18和19世紀已廢除司法系統中對酷刑的官方使用，但在世界範圍內仍持續存在酷刑，並有多種方法，通常會結合使用，最常見的身體折磨形式為毆打。自20世紀以來，許多施虐者更喜歡用非疤痕性或心理方法來推託，而他們的行為是得到組織的促使和鼓勵。大多數酷刑受害者是涉嫌犯罪的貧困和邊緣化人群，雖然針對政治犯或武裝衝突的酷刑受到不成比例的關注。司法體罰和死刑有時也被視為酷刑，但這個標籤在國際間引起爭議。
酷刑旨在破壞受害者的意志，並摧毀他們的動力和個性。這是個人可能最具毀滅性的經歷，也可能對犯人和機構產生負面影響。輿論研究表明普遍的看法是反對酷刑。國際法禁止所有國家在任何情況下實施酷刑，並受到多項條約明確禁止。反對酷刑刺激了二戰後人權運動的形成，而酷刑仍是個重要的人權問題。儘管其發生率有所下降，但大多數國家仍在實施酷刑。

## 定義
酷刑的定義是在作惡者的控制下故意對某人施加劇烈疼痛或痛苦。此待遇得以實施必須有特定目的，例如懲罰和強迫受害者坦白或提供信息。聯合國禁止酷刑公約發表的定義僅考慮到國家實施的酷刑。大多數法律體系包括替國家行事的代理人，而某些定義也囊括了非國家的武裝團體、有組織犯罪或在國家監控機構（如醫院）工作的人。最廣泛的定義則是可能會犯罪的任何人。哪種行為的嚴重程度可以被劃分成酷刑是定義中最具爭議的方面，而對酷刑的解釋隨著時間的推移不斷拓寬。曼弗瑞德·諾瓦克和馬爾科姆·埃文斯等學者選擇只考慮施虐者的目的而非嚴重程度，將酷刑和其他殘忍、不人道或有辱人格的待遇區分開來。其他定義，如美洲間防止與處罰酷刑公約則側重於施刑者的目的是「抹殺受害者的人格」。

## 歷史

### 廢除前

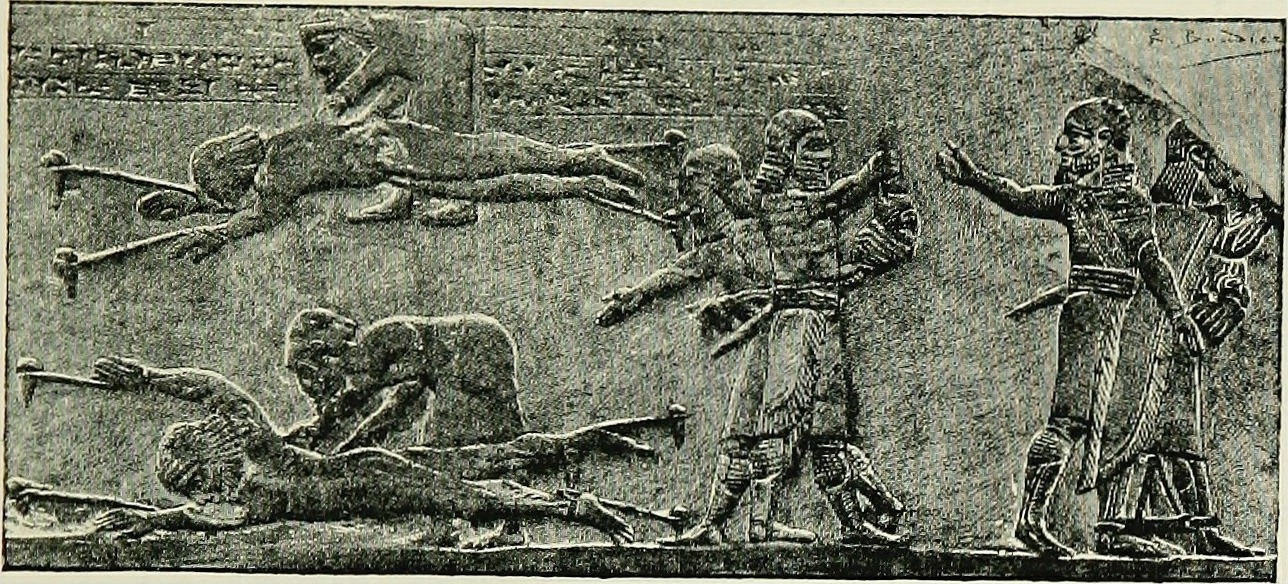
亞述浮雕顯示烏萊戰役後兩名埃蘭酋長被活生生剝皮

酷刑在古時代、中世紀和早期現代社會的法律和道德上都獲容許。有考古證據表明在大約7,000年前的早期新石器時代歐洲就存在酷刑。亞述和阿契美尼德波斯的歷史資料常提及酷刑。社會以司法程序和懲罰來實施酷刑，但部分歷史學家區分開酷刑和痛苦的懲罰。從歷史上來看，酷刑被視為獲取真相的可靠方式、適當的懲罰及制止未來犯罪。當酷刑受到法律規範時，允許使用的方法會有限制，例如歐洲的常用方法為肢刑架和吊刑。大多數社會的公民只有在特殊情況和犯下叛國等嚴重罪行才會受到司法酷刑，而且通常要有實證。相比之下，外國人和奴隸等非公民常常遭受酷刑。
酷刑在中世紀前期很少見，但1200至1400年間變得比較普遍。因為中世紀的法官使用非常高的證據標準，當如果在沒有供詞的情況下定罪的目擊證人少於兩名，間接證據又將某人與死罪聯繫起來，他們有時會授權酷刑。酷刑仍是為嚴重罪行保留的勞力密集過程，大多數受害者是犯下謀殺、叛國或盜竊的男子。中世紀的宗教法庭和宗教裁判所根據與世俗法庭相同的程序法實施酷刑。和卡扎尔伊朗在間接證據將某人與罪行聯繫起來的情況下會使用酷刑，但伊斯蘭教法傳統上認為酷刑下取得的證據不予接受。

### 廢除後持續使用

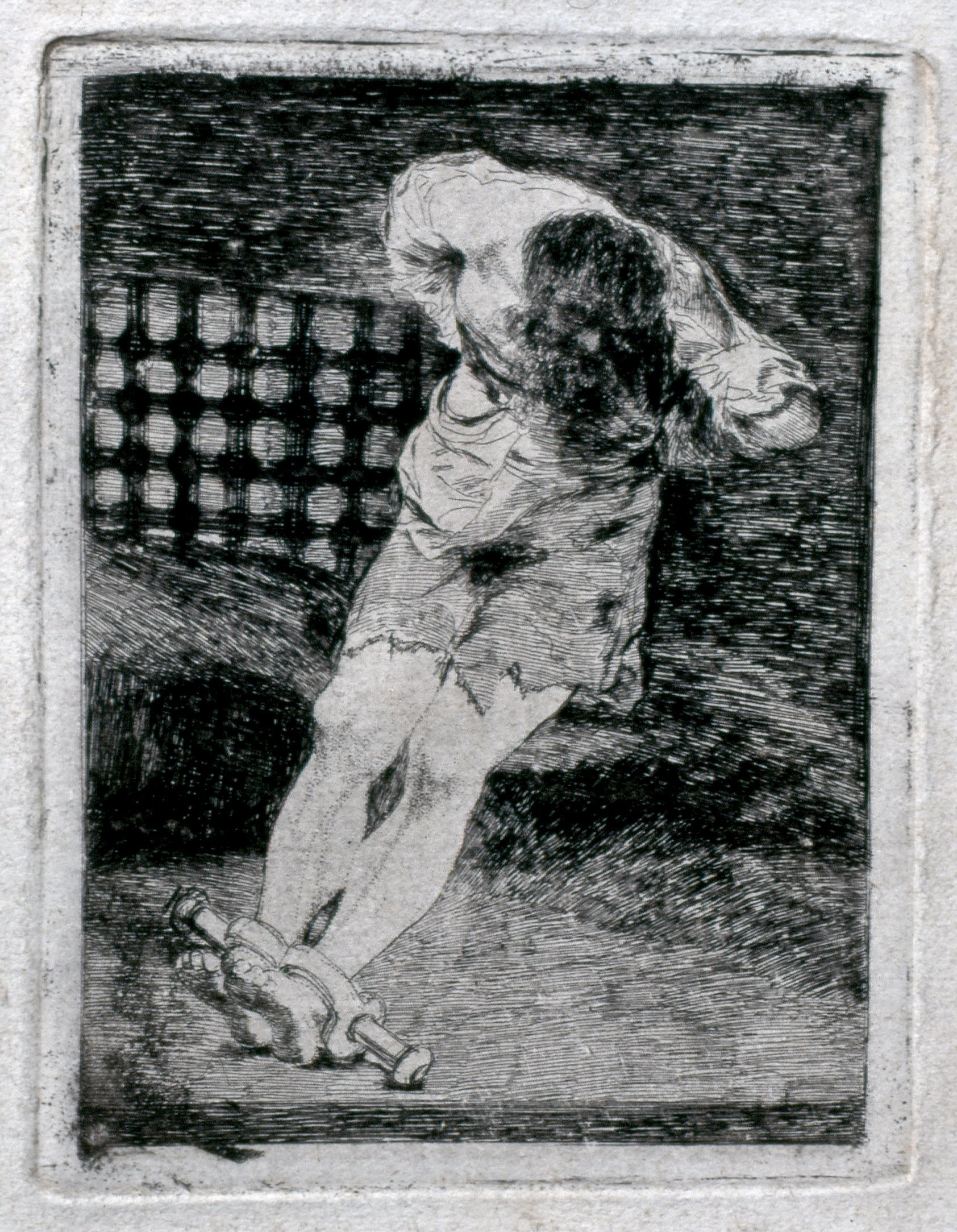
弗朗西斯科·戈雅约1812創作的《拘留罪犯不需要酷刑》

酷刑在17世紀的歐洲依舊為合法，但行動有所收斂。酷刑於18世紀和19世紀初正式廢除後，對歐洲刑事司法體系的重要性已經變得微乎其微。為何廢除酷刑的理論包括有關人類價值的啟蒙思想之興起、降低刑事案件的舉證責任、不再視痛苦為道德救贖的流行觀點，及延長監禁期來替代處決或痛苦的懲罰。現在還未知酷刑在19世紀的非西方國家或歐洲殖民地是否也有所減少。中國的司法酷刑已實行兩千多年，並與鞭打和凌遲等處決手段一起於1905年遭到禁止，但中國的酷刑在整個20世紀和21世紀仍然存在。
酷刑被殖民列強用來壓制抵抗，並於20世紀的反殖民戰爭中達到頂峰。在阿爾及利亞獨立戰爭（1954-1962年）期間，估計有3萬人慘遭酷刑，而英國和葡萄牙也實施酷刑來嘗試保住自己的帝國。非洲、中東和亞洲的獨立國家在20世紀常用酷刑，但與19世紀相比，這些國家的酷刑使用量是增加還是減少尚未清楚。20世紀上半葉，隨著秘密警察的出現、一戰和二戰，及共產主義和法西斯主義國家的興起，酷刑在歐洲變得更普遍。
在拉丁美洲冷戰期間，共產主義和反共產主義政府都使用了酷刑，估計有10萬至15萬人受到美國支持政權的酷刑迫害。到20世紀，西方的自由民主制國家為少數不太用酷刑的國家，但還是會用酷刑，主要針對少數群體或邊緣階層的犯罪嫌疑人，及海外戰爭時針對外國人口。九一一襲擊事件發生後，美國政府以反恐戰爭為由啟動了海外酷刑計劃。
聯合國禁止酷刑委員會於2015年12月9日發布的調查報告顯示，酷刑在國際社會被禁止使用，但在中國仍廣泛存在。在中國遭受酷刑人群包括人權活動人士、律師、上訪者、持不同政見者、宗教信仰團體，以及少數民族等。在聯合國禁止酷刑委員會的一場會議中，出席會議的中國維權律師關注組列舉了多年來中國律師為伸張正義所遭受的酷刑，包括暴力毆打、電擊、灌食、注射藥物、禁止進食和治療、性暴力、禁止休息、關禁閉、煙熏、燙傷、侮辱、威脅。對於少數民族，2019年一份外洩的文件證實，自2016年開始，中共廣設「再教育營」，對新疆維族人士進行非法拘禁及思想改造。2021年，1名逃到歐洲的前新疆公安在接受專訪時坦承，中共以「系統性酷刑」虐待新疆維族，公安會使出各種不同的手段來逼供，包括將人銬在金屬或木製的「老虎椅」、吊在天花板，並採取性暴力手段、電擊、水刑等。囚犯通常會被迫保持清醒數天之久，期間完全沒有食物和水。

## 盛行

聯合國禁止酷刑公約签约国
已簽署且已批准
已簽署但尚未批准
尚未簽署或批准

大多數國家都實施酷刑，但很少有人承認這一點。國際雖禁止酷刑，但沒有完全制止到酷刑，相反各國改用方法，並否認、掩蓋或外包酷刑計劃。衡量酷刑發生率非常困難，原因是其通常秘密進行，再加上承諾保護人權的開放社會，虐待行為更容易遭到曝光。許多酷刑倖存者，尤其是貧困或邊緣化人群都不願舉報。監測的重點放在警察局和監獄，但酷刑也會發生在移民羈留所和。監禁外發生的酷刑，包括法外處罰、恐嚇和群體管控，傳統上不被計算在內，但研究表明這比拘留場所的酷刑更常見。關於20世紀前酷刑是否盛行的資訊就更少了。儘管有些研究發現男性比女性更容易遭受酷刑，但也有研究發現兩者遇到酷刑的比率相同。
雖然自由民主制國家不太可能虐待公民，但可能會對邊緣化公民和民主上無需負責任的非公民實施酷刑。選民可能會支持針對外部群體的暴力行為，多數決機構在防止對少數群體和外國人的酷刑方面不起作用。當社會陷入戰爭和危機而感到備受威脅時，酷刑更有可能發生，但研究並未發現使用酷刑與恐怖襲擊之間存在一致關係。
酷刑針對的是某些人口，他們被剝奪了其他人能夠享有免於酷刑的保護。相比起窮人和犯罪嫌疑人，虐待政治犯和武裝衝突中的酷刑受到更多關注。大多數酷刑受害者涉嫌犯罪，特別多的受害者來自貧窮或邊緣化社區。失業青年、城市窮人、同性戀人群、難民與移民、少數族裔與種族、原住民和身心障礙人士特別容易遭受酷刑。相對貧窮和因此產生的貧富差距尤其讓窮人容易遭受酷刑。通過針對居無定所的人、性工作者和灰色經濟工作者的法律來定罪窮人，可能會導致暴力和武斷執法。對窮人和邊緣化人群的例行暴力不視為酷刑，施暴者會辯護暴行為合法的警方策略，受害者則缺乏尋求補償的資源或地位。

## 參與者
許多施虐者將他們的行為視作提供更高的政治或意識形態目標，從而證明酷刑是保護國家的合法手段。虐待者通常重視自我控制、約束和專業精神，有助保持他們正面的個人形象。虐待者造成的痛苦超過了讓受害者崩潰所需的痛苦，出於報復或性滿足而採取行動的人可能會被同齡人排擠或遭到解除職務。行兇人通常視酷刑受害人為國家的嚴重威脅和敵人。哲學家傑西卡·沃爾芬代爾（Jessica Wolfendale）表示由於「決定折磨某人就得不要把受害者『當人』對待，像限制可以對他們做什麼」，所以受害者在遭到酷刑前就不被視為完人。精神科醫師保羅·佩雷斯-薩萊斯發現施虐者的行為動機多種多樣，例如意識形態承諾、個人利益、群體歸屬、逃避懲罰或避免為過去施虐行為感到內疚。
處份和情境效應的結合讓一個人成為施虐者。大多數系統性酷刑的案例中，施虐者在訓練期間因接觸身體或精神虐待，所以對暴力變得麻木。沃爾芬代爾認為軍訓的目的是反覆灌輸無條件服從，因此讓軍人更容易遭受酷刑。即使政府沒有明確下令，施暴者也可能比較男子氣概時感到同儕壓力而施以酷刑。精英和特警部隊容易受到折磨，這可能是他們緊密關係的性質和免受監督所導致。
酷刑可能是不完整刑事司法體系（資金不足、缺乏司法獨立或腐敗破壞有效調查和公正審判）的副作用。在這種情況下，無法受賄的人很可能成為酷刑受害人。人手不足和半路出家的警察在審訊嫌疑人時更有可能採用酷刑。等國家會因績效限額而更可能在月底虐待嫌疑人。
施虐者會依賴積極的支持者和忽視酷刑的人。軍事、情報、心理學、醫學和法律專業人士都可能涉嫌酷刑。激勵措施可能有利機構或個人層次使用酷刑，而有些行兇人的動機是職業發展前景。官僚制或許會分散酷刑所負的責任，並幫助肇事人為他們的行為開脫。保密對維持酷刑計劃必不可少，這可通過直接審查、否認或錯誤標記酷刑成其他東西等方式來實現，從而外包虐待行為給國家領土外的地方。除了官方否認外，受害者的道德解離和不懲罰行兇人可能造就酷刑，對於酷刑的刑事檢控也很少見。公眾要求對犯罪採取果斷行動，甚至支持給犯罪分子施以酷刑都可能促進虐待行為。
酷刑計劃一旦開始，就很難或不可能阻止其升級到更嚴厲的技術和擴展至更大的受害群體，超出決策人的原意或期望。反叛亂行動中尤其難以遏制酷刑升級。酷刑和特定技術在不同國家間傳播，尤其透過從海外戰爭回來的士兵，但人們對此過程所知甚少。

## 目的

### 懲罰
用於懲罰的酷刑可追溯至古代，並於21世紀仍在使用。在司法體系失調或監獄人滿為患的國家，常見做法是警方逮捕嫌疑人，實施酷刑，並無罪釋放，類似酷刑可在警察局、受害者家或公共場所進行。有人觀察到南非警方將嫌疑人交給義警實施酷刑，這種類型的法外暴力經常在公共場合進行來威懾他人。其歧視性地針對少數和邊緣群體，並可能會得到公眾的支持，尤其是他們不相信官方司法體系。
司法體罰被歸類成酷刑在國際上產生爭議，但日内瓦公约明確禁止這樣做。約翰·D·貝斯勒等著者認為死刑本質上是實施懲罰的酷刑形式。處決可能會以殘酷的形式進行，例如石刑、火刑或車裂。死刑的心理傷害有時被認為是種精神折磨。有人不認為固定處罰的體罰為酷刑，原因是其並不試圖破壞受害者的意志。

### 嚇阻
酷刑可能也用來不分青紅皂白地恐嚇直接受害者以外的人或阻止反對政府。美國的酷刑是用來阻止奴隸逃跑或反抗。酷刑被廢除前，一些捍衛司法酷刑的人視其為威懾犯罪的有用手段，而改革者則辯駁酷刑是秘密進行，所以不能有些嚇阻。20世紀較有名的例子為紅色高棉和拉丁美洲的反共政權，他們折磨和謀殺受害者用作強迫失蹤。其他方面軟弱的政權更愛採用酷刑來威嚇反對者。獨裁政權會用不分青紅皂白地鎮壓，原因是他們無法準確識別前在的反對者。許多暴徒缺乏實施酷刑計劃所需的基礎設施，所以通過殺戮來作恐嚇之用。研究發現，國家酷刑可延長恐怖組織的壽命、增加叛亂分子使用暴力的動機，及讓反對派變得激進。研究人員詹姆斯·沃勒爾（James Worrall）和維多利亞·彭齊納·海塔爾（Victoria Penziner Hightower）認為敘利亞政府在敘利亞內戰系統性且廣泛地使用酷刑，並表明這可有效地在內戰期間向某些群體或社區灌輸恐懼。另種威懾性酷刑的方式是對移民進行暴力行為，正如歐盟外部邊境據稱發生回推一樣。

### 招供
歷史上一直使用酷刑來逼供犯人。1764年，義大利改革家切薩雷·貝卡里亞譴責酷刑是「宣判強悍無賴無罪並指責軟弱無辜之人的可靠方法」。幾個世紀前，亚里士多德等人也曾對酷刑的有效性提出類似的質疑。雖然廢除了司法酷刑，但其還是持續用於招供，尤其是司法體系的刑事案件中高度重視供詞。允許大面積審前拘留的法律為用於強迫嫌疑人招供的酷刑提供便利。研究發現，對於提取嫌疑人供詞，強制審訊稍微比認知訪談有效，但有更高風險會帶來假供詞。許多受害人會說盡施虐者想聽的話來結束酷刑。其他有罪的人會拒絕認罪，特別是他們認為認罪只會帶來更多的折磨或懲罰。中世紀的司法體系嘗試要求坦白者提供有關犯罪的細節，並且只在已有一些針對指控的證據才允許酷刑，從而抵銷酷刑下的假供詞風險。有些國家的政敵受到酷刑來被迫公開認罪，這也是種國家政治宣傳的形式。

### 審訊
審訊時使用酷刑獲取信息僅佔全球酷刑案件的一小部分，更常見的是為了得到口供或恐嚇。雖然審訊酷刑早已用在戰爭，但在非對稱作戰和內戰更為常見。

## 引文

### 書目
- Barnes, Jamal. . Routledge. 2017. ISBN 978-1-351-97773-9.
- Carver, Richard; Handley, Lisa. . Liverpool University Press. 2016. ISBN 978-1-78138-868-6.
- Celermajer, Danielle. . Cambridge University Press. 2018. ISBN 978-1-108-63389-5.
- Collard, Melanie. . Routledge. 2018. ISBN 978-1-315-45611-9.
- Hajjar, Lisa. . Routledge. 2013. ISBN 978-0-415-51806-2.
- Pérez-Sales, Pau. . Taylor & Francis. 2016. ISBN 978-1-317-20647-7.
- Rejali, Darius. . Princeton University Press. 2009. ISBN 978-1-4008-3087-9.
- Wisnewski, J. Jeremy. . Edinburgh University Press. 2010. ISBN 978-0-7486-8672-8.
- Whitney, William Dwight; Smith, Benjamin Eli. . Century Company. 1897. OCLC 233135357.
- Young, Joseph K.; Kearns, Erin M. . Columbia University Press. 2020. ISBN 978-0-231-54809-0.

### 書目章節
- Beam, Sara. . . Cambridge University Press. 2020: 389–407. ISBN 978-1-107-11911-6.
- Evans, Rebecca. . . Oxford University Press. 2020  [2022-09-07]. ISBN 978-0-19-084662-6. doi:10.1093/acrefore/9780190846626.013.326. （原始内容存档于2022-10-30）.
- Frahm, Eckart. . . Sheffield Phoenix Press. 2006: 74–94. ISBN 978-1-905048-37-3.
- Kelly, Tobias; Jensen, Steffen; Andersen, Morten Koch. . . Edward Elgar Publishing. 2020: 63–79. ISBN 978-1-78811-396-0.
- Nowak, Manfred. . . Oxford University Press. 2014: 387–409. ISBN 978-0-19-163269-3.
- Pérez-Sales, Pau. . . Edward Elgar Publishing. 2020: 432–454. ISBN 978-1-78811-396-0.
- Quiroga, José; Modvig, Jens. . . Edward Elgar Publishing. 2020: 410–431. ISBN 978-1-78811-396-0.
- Rejali, Darius. . . Oxford University Press. 2020: 71–106. ISBN 978-0-19-009752-3.
- Saul, Ben; Flanagan, Mary. . . Edward Elgar Publishing. 2020: 354–370. ISBN 978-1-78897-222-2.
- Shue, Henry. . . Routledge. 2015: 113–126. ISBN 978-1-315-74452-0.
- Thomson, Mark; Bernath, Barbara. . . Oxford University Press. 2020: 471–492. ISBN 978-0-19-009752-3.
- Wolfendale, Jessica. . . Routledge. 2019: 84–94. ISBN 978-1-315-10288-7.

### 期刊文章
- Bessler, John D. . Montana Law Review. 2018, 79: 7–48  [2022-09-07]. ISSN 0026-9972. （原始内容存档于2022-10-30）.
- Bourgon, Jérôme. . Modern Asian Studies. 2003, 37 (4): 851–862. doi:10.1017/S0026749X03004050.
- Blakeley, Ruth.  (PDF). Review of International Studies. 2007, 33 (3): 373–394  [2022-09-07]. doi:10.1017/S0260210507007565. （原始内容存档 (PDF)于2022-11-26）.
- Einolf, Christopher J. . Sociological Theory. 2007, 25 (2): 101–121. doi:10.1111/j.1467-9558.2007.00300.x.
- Einolf, Christopher J. . Journal of Global Security Studies. 2022, 7 (1). doi:10.1093/jogss/ogab019.
- Guarch-Rubio, Marta; Byrne, Steven; Manzanero, Antonio L. . Torture. 2020, 30 (3): 67–83  [2022-09-07]. ISSN 1997-3322. doi:10.7146/torture.v30i3.120232. （原始内容存档于2022-10-30）.
- Hamid, Aseel; Patel, Nimisha; Williams, Amanda C. de C. . PLOS Medicine. 2019, 16 (9): e1002919. PMC 6759153 . PMID 31550249. doi:10.1371/journal.pmed.1002919.
- Hassner, Ron E. . International Journal of Intelligence and CounterIntelligence. 2020, 33 (1): 4–42. doi:10.1080/08850607.2019.1660951.
- Hatz, Sophia. . Human Rights Quarterly. 2021, 43 (4): 683–698. doi:10.1353/hrq.2021.0055.
- Houck, Shannon C.; Repke, Meredith A. . Translational Issues in Psychological Science. 2017, 3 (3): 272–283. doi:10.1037/tps0000120.
- Huggins, Martha K. . State Crime Journal. 2012, 1 (1): 45–69  [2022-09-07]. ISSN 2046-6056. JSTOR 41917770. （原始内容存档于2022-05-12）.
- Jensena, Steffen; Kelly, Tobias; Andersen, Morten Koch; Christiansen, Catrine; Sharma, Jeevan Raj. . Human Rights Quarterly. 2017, 39 (2): 393–415  [2022-09-07]. ISSN 1085-794X. doi:10.1353/hrq.2017.0023. （原始内容存档于2022-10-24）.
- Kelly, Tobias. . Journal of Human Rights Practice. 2019, 11 (2): 324–333. doi:10.1093/jhuman/huz019.
- Meyer, Christian; Lohr, Christian; Gronenborn, Detlef; Alt, Kurt W. . Proceedings of the National Academy of Sciences. 2015, 112 (36): 11217–11222. Bibcode:2015PNAS..11211217M. PMC 4568710 . PMID 26283359. doi:10.1073/pnas.1504365112 .
- Oette, Lutz. . International & Comparative Law Quarterly. 2021, 70 (2): 307–341  [2022-09-07]. ISSN 0020-5893. doi:10.1017/S0020589321000038. （原始内容存档于2022-10-30）.
- Williams, Amanda C. de C.; Hughes, John. . BJA Education. 2020, 20 (4): 133–138. PMC 7807909 . PMID 33456942. doi:10.1016/j.bjae.2019.12.003.
- Worrall, James; Hightower, Victoria Penziner. . British Journal of Middle Eastern Studies. 2021, 49 (3): 418–432. doi:10.1080/13530194.2021.1916154.